# سسا چیلنتو
سسا چیلنتو (به ایتالیایی: Sessa Cilento) یک کومونه در ایتالیا است که در استان سالرنو واقع شده‌است. سسا چیلنتو ۱۸ کیلومتر مربع مساحت و ۱٬۳۹۹ نفر جمعیت دارد و ۵۵۰ متر بالاتر از سطح دریا واقع شده‌است.